# 狄恩·伊斯拉利特
狄恩·伊斯拉利特（英語：Dean Israelite，1984年9月20日—）是一位南非男導演、編劇和製片人。曾拍過多部短片，直至2015年推出了首部電影導演作《跨界失控》。他也擔任了電視劇改編電影《金剛戰士》（2017年）的導演。
他是導演強納森·李伯斯曼的表弟。

## 作品列表

### 電影
- 2011：《世界異戰》（強納森·李伯斯曼的助理）
- 2015：《跨界失控》（導演）
- 2015：《中间距》（The Middle Distance，執行製片人）
- 2017：《金剛戰士》（導演）[1]

### 電視
- 2019–2022：《膽小勿視》（導演和執行製片人；7集）
- 2020–2021：《航天小分队（英语：The Astronauts (TV series)）》（導演和執行製片人；5集）

## 外部連結
- 狄恩·伊斯拉利特在互联网电影资料库（IMDb）上的資料（英文）